# مصيدة جرذان

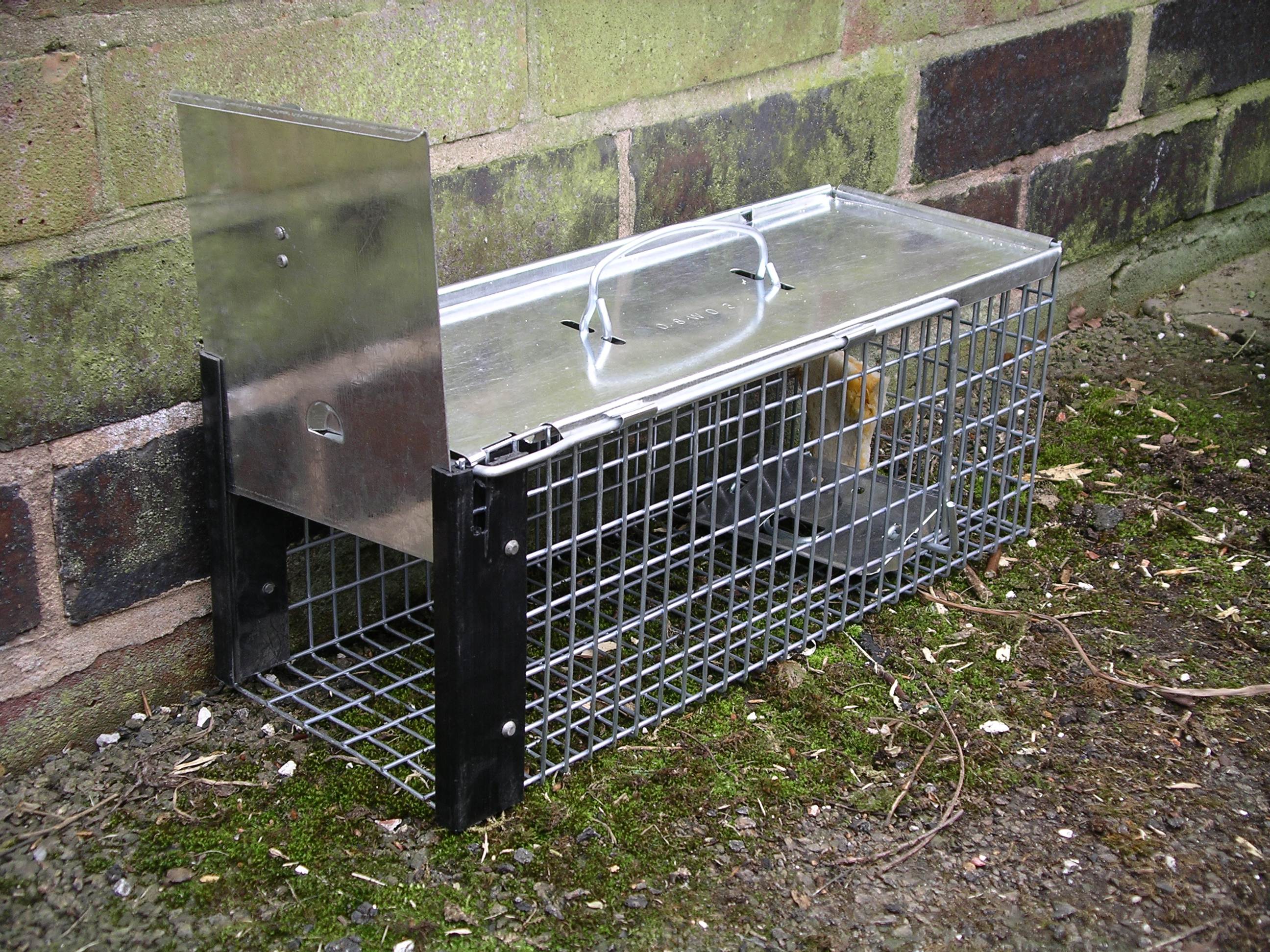
مصيدة الجرذان.

مصيدة الجرذان هي المصيدة التي صممت لصيد الجرذان وهي تختلف عن مصيدة الفئران حيث الأولى تكون للجرذان الكبيرة أما الثانية فتكون للفئران الصغيرة.

## معرض صور

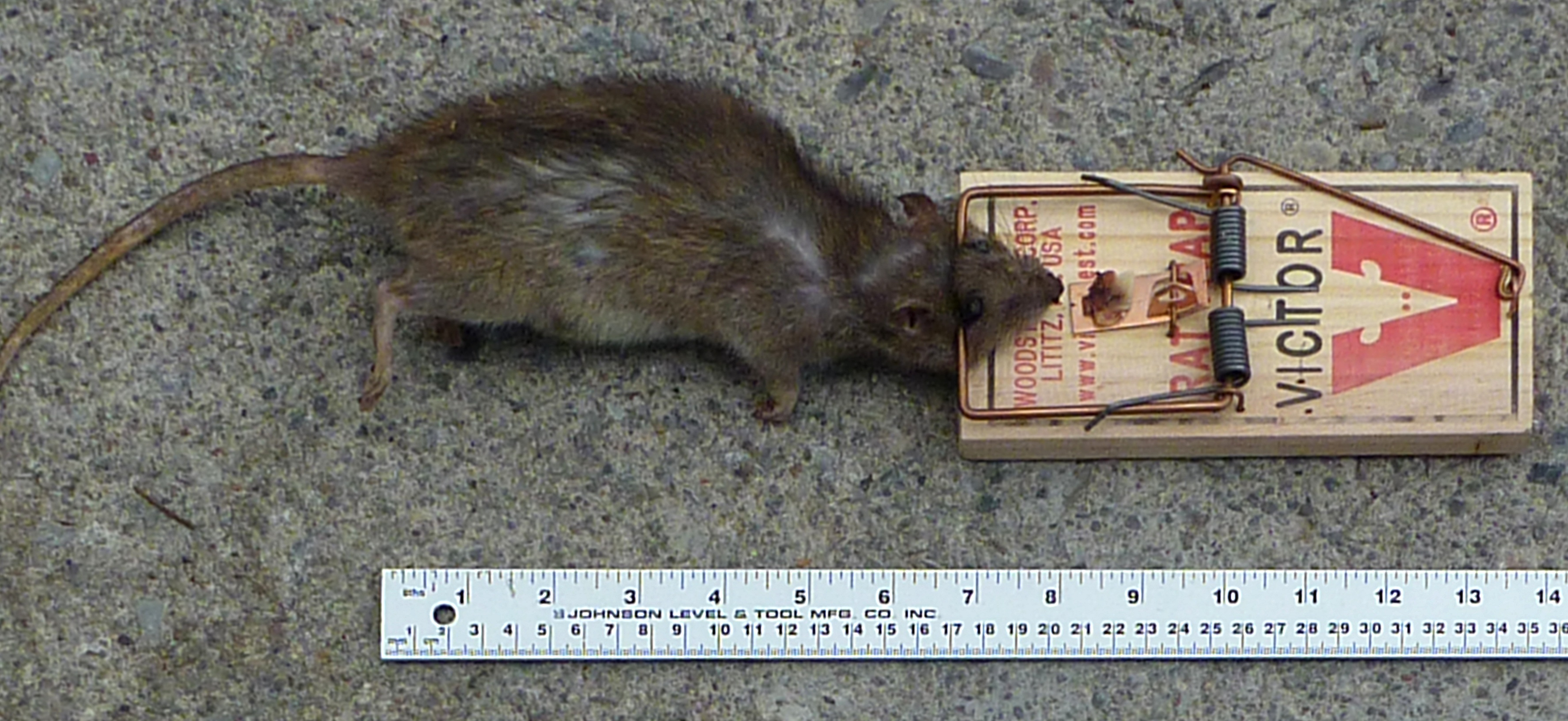
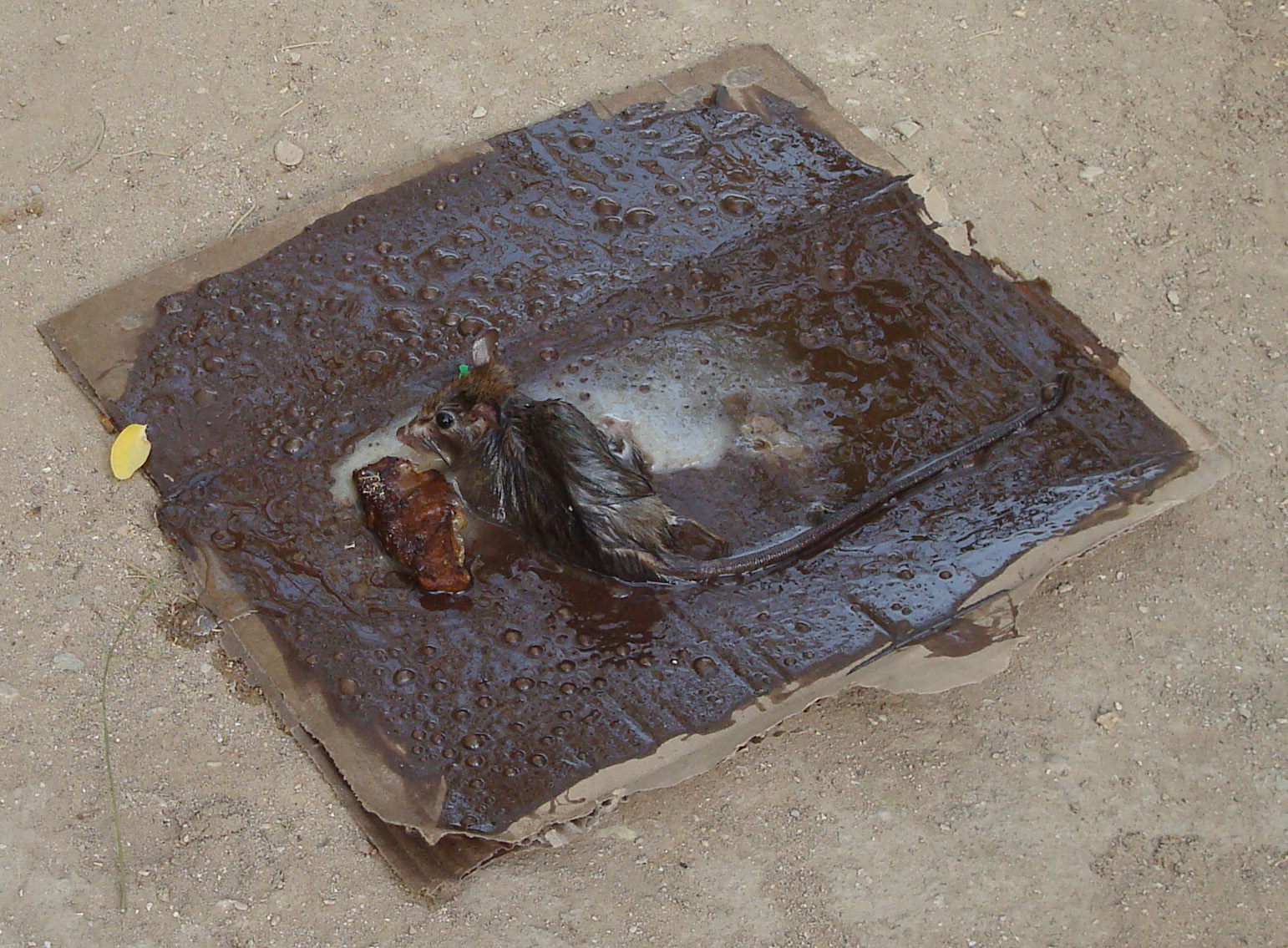
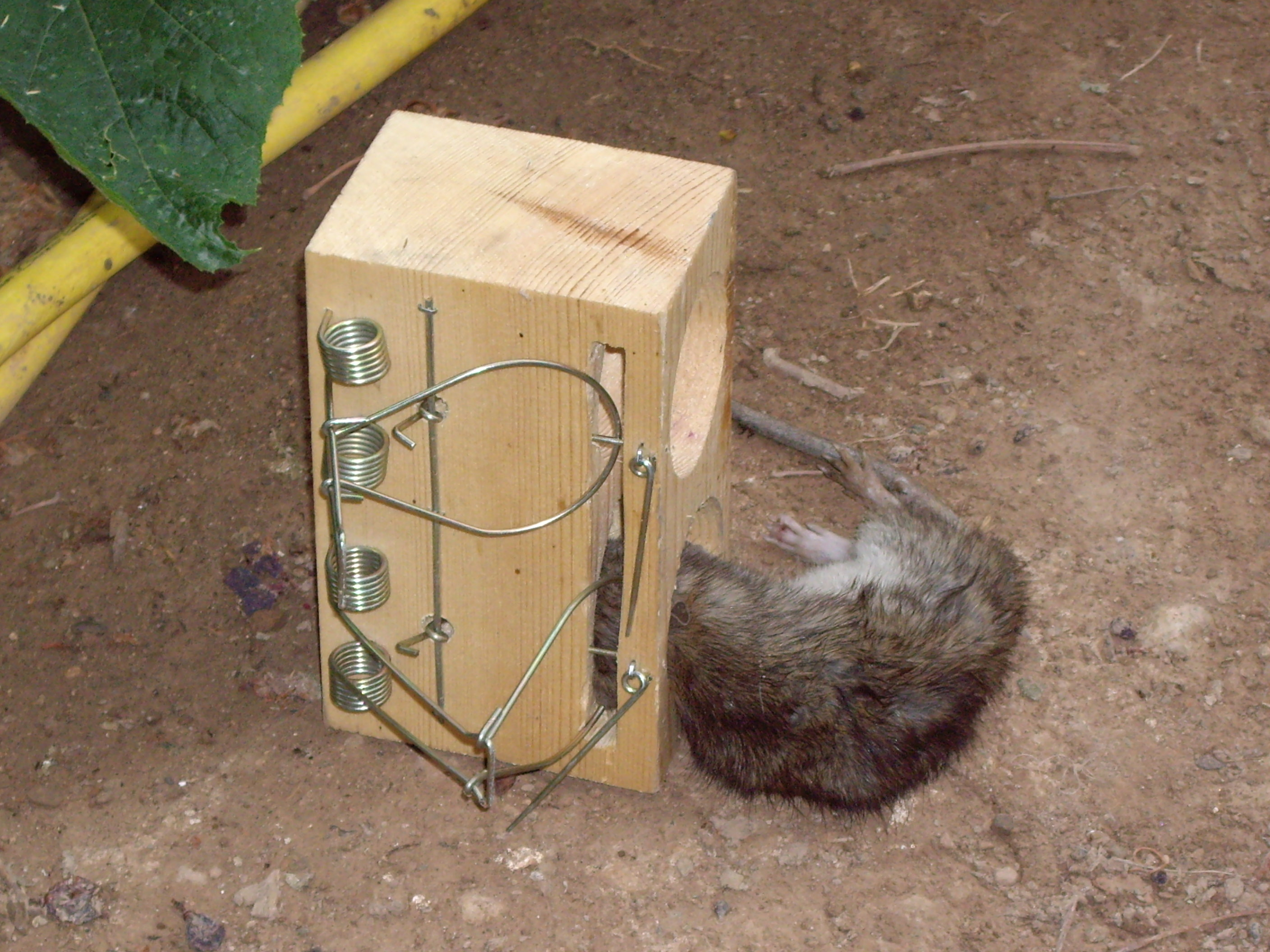
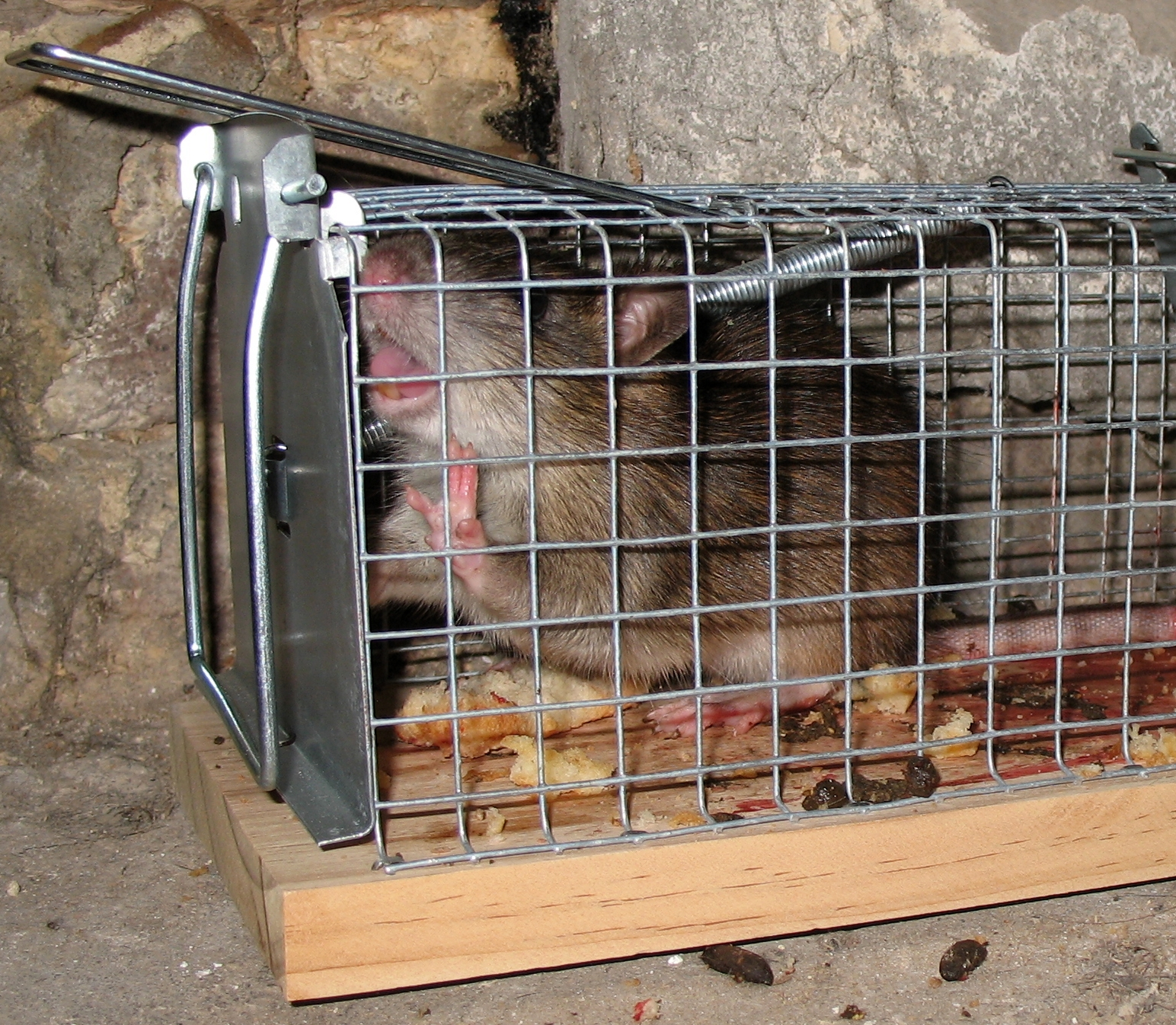

## روابط خارجية
- مصيدة الجرذان نسخة محفوظة 10 نوفمبر 2005 على موقع واي باك مشين. صفحات تكنولوجيا القرون الوسطى.